# Dole Food Company

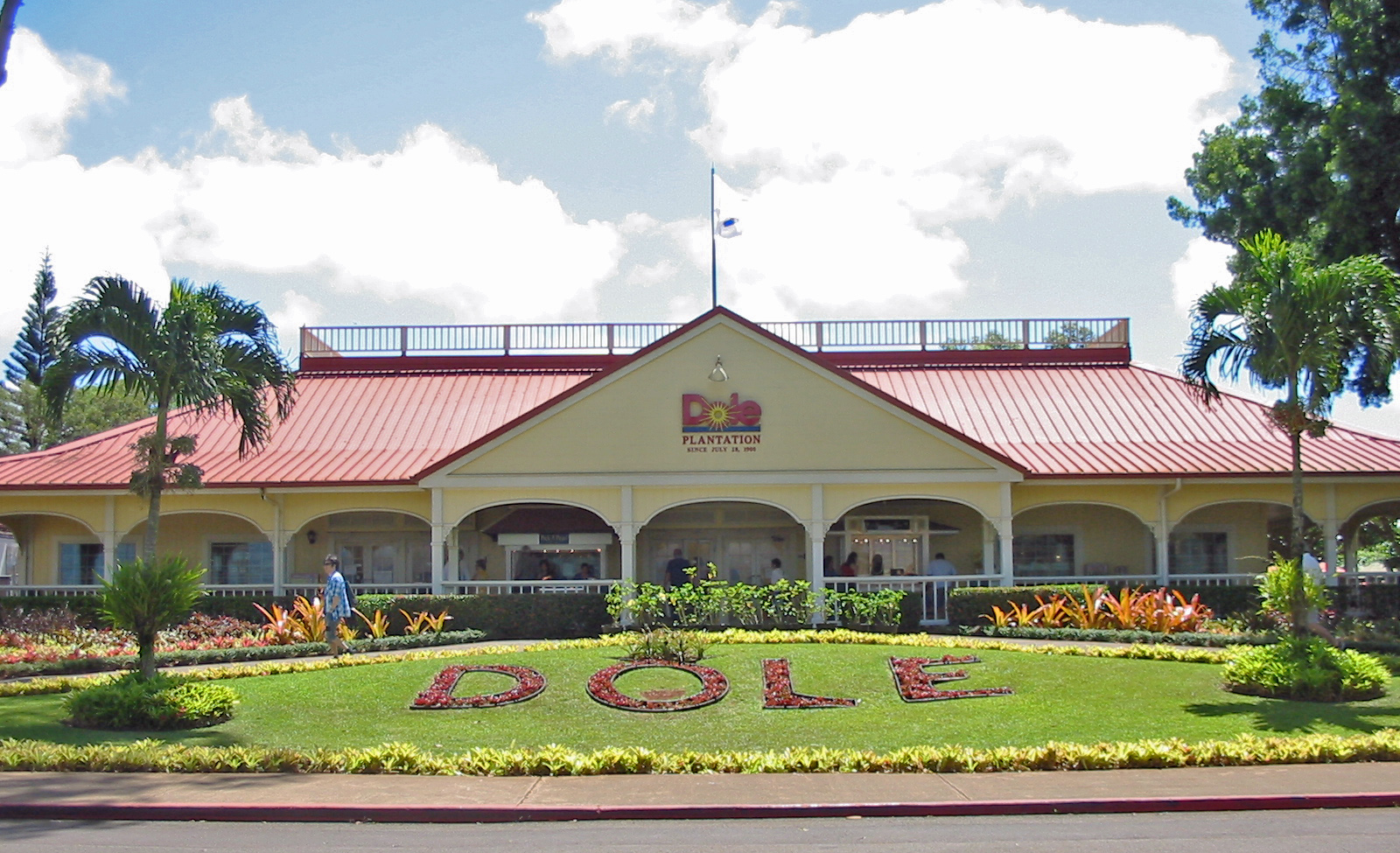
Ananasplantage van Dole op Hawaï

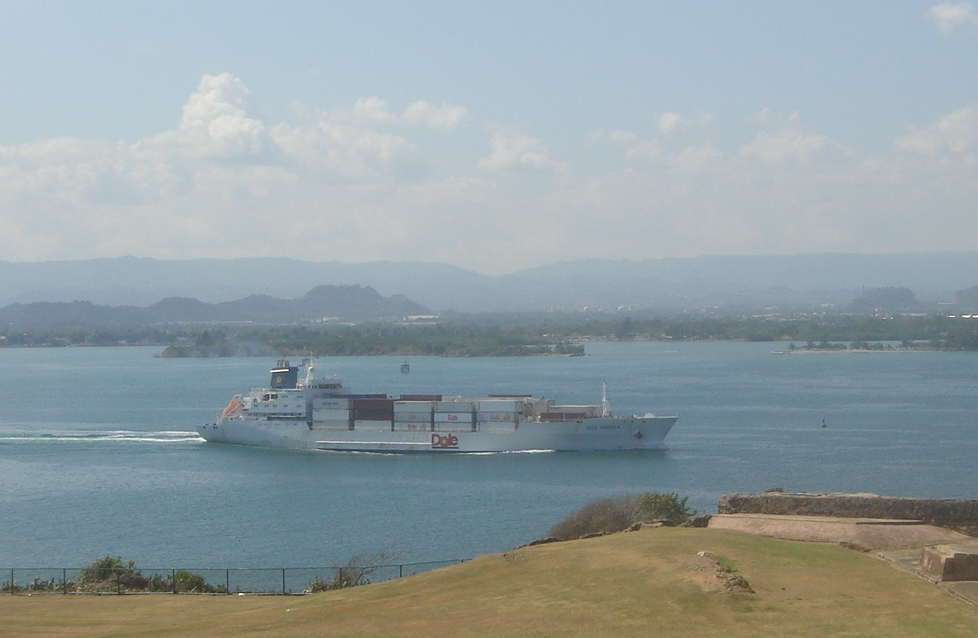
Dole vrachtschip voor het vervoer van fruit

Dole Food Company, Inc. is een Amerikaans, multinationaal landbouwvoedingsmiddelenbedrijf dat een belangrijke producent en distributeur is van vruchten zoals bananen (vers en verpakt), ananassen, druiven, aardbeien, en andere verse en bevroren vruchten. Het is een belangrijke speler in de markt van kant-en-klare verpakte salades en andere groenten. Het bedrijf is eigendom van de miljardair David H. Murdock en heeft zijn hoofdvestiging in Westlake Village, Californië.
Het bedrijf is wereldwijd actief, met uitzonderling van het Verre Oosten, en behaalde in 2013 een omzet van US$ 4,25 miljard en een nettowinst van US$ 122 miljoen. 

## Geschiedenis
Dole werd opgericht in 1901 in Hawaï als Hawaiian Pineapple Company door James Dole, die zijn eerste ananasplantage opende op het centrale plateau van het Hawaïaanse eiland van Oahu. Hawaiian Pineapple Company werd later overgenomen door Castle & Cooke dat in 1991 werd hernoemd in Dole Food Company, Inc. Castle & Cooke Inc, een vastgoedbedrijf, werd in 1995 afgesplitst maar bleef eigendom van Murdock.
Onderdeel van Dole is Standard Fruit Company, een bedrijf dat tussen 1964 en 1968 door Castle & Cooke was overgenomen. Het was toentertijd de op twee na grootste producent en importeur van bananen in de Verenigde Staten. Tegenwoordig zijn Dole en Chiquita de twee grootste bananenbedrijven in de Verenigde Staten.
In 2008 kreeg het bedrijf een boete van 45 miljoen euro van de Europese Commissie. Met andere bananenleveranciers hadden ze in de Europese Unie ongeoorloofde prijsafspraken gemaakt in de periode 2000-2002.
In september 2012 maakte Dole bekend de Aziatische activiteiten te verkopen aan het Japanse bedrijf Itochu Corp. Itochu betaalde US$ 1,7 miljard. Dole gebruikte het geld om de schulden af te lossen en Itochu versterkte haar positie in, onder andere, de Volksrepubliek China. Itochu nam ook de Dole plantages en installaties over in Zuid-Korea, Filipijnen, Taiwan en Thailand. Het heeft het recht om gedurende 25 jaar producten onder de Dole merknaam te verkopen in Azië, Australië en Nieuw-Zeeland. Met de verkoop ging ongeveer een derde van de totale omzet van Dole over naar Itochu. 
In 2013 deed de 90-jarige Murdock een geslaagd bod op alle aandelen Dole die hij nog niet in bezit had. In 2009 bracht hij Dole nog naar de beurs, maar hij bood US$ 1,2 miljard en dit was voldoende om alle aandelen weer in handen te krijgen.
In april 2017 maakte Murdock weer plannen bekend voor een beursgang van Dole. Het bedrijf behaalde in 2016 een nettoverlies van US$ 23 miljoen op een omzet van US$ 4,5 miljard. Het bedrijf heeft veel schulden en er zijn ook plannen om diverse activiteiten en onroerend goed af te stoten. In januari 2018 werd het plan om naar de beurs te gaan afgeblazen.

## Trivia
- De Hawaiian Pineapple Company heeft de hand gehad in de omverwerping van de laatste Hawaïaanse koningin Liliuokalani en hielp de Verenigde Staten om Hawaï aan haar grondgebied toe te voegen. Sanford Dole, de neef van James Dole, was kort president van de Republiek van Hawaï in de jaren onmiddellijk na de omverwerping van de Hawaïaanse monarchie in 1893.[5]
- In 2011 verscheen de documentaire Big Boys Gone Bananas!*, geregisseerd door Fredrik Gertten. De documentaire liet zien hoe Dole alles op alles zet om Gertten en zijn filmbedrijf in diskrediet te brengen en de vertoning van de documentaire Bananas!* uit 2009 te verhinderen.